# Slaget ved Cerro Gordo
Slaget ved Cerro Gordo blev udkæmpet den 18. april 1847 under den Mexicansk-amerikanske krig. Amerikanske tropper under Winfield Scott angreb den større mexicanske hær under Santa Anna i flanken og fordrev den fra en stærk forsvarsstilling.

## Optakt til slaget
Amerikanske styrker havde kort forinden ved belejringen af Veracruz erobret havnen i Veracruz den 27. marts 1847 og var nu på fremmarch mod Mexico City.

## Slaget
General Antonio López de Santa Anna, som var øverstkommanderende for de mexikanske tropper i området, blokerede general Scotts fremmarch ved Cerro Gordo nær Xalapa med mere end 12.000 soldater i en befæstet kløft. I hans hær var resterne af Nordhæren, 5.650 mand, resten var forstærkninger fra hovedstaden.
Den amerikanske kaptajn i ingeniørkorpset Robert E. Lee opdagede, at en bjergsti førte rundt om Santa Annas stilling. Scott flyttede hurtigt hovedstyrken ad denne sti og ramte mexicanerne i flanken. En hurtig kamp fulgte, og Santa Annas hær blev slået på flugt.

## Resultat
Mexicanerne mistede 1.000 dræbte og sårede, mens yderligere 3.000 blev taget til fange. Amerikanerne havde 64 døde og 353 sårede. General Santa Anna blev overrasket af Illinois 4. frivillige infanteriregiment og måtte flygte til hest uden sit kunstige ben, som nu fremvises i Illinois.
Slaget er blevet kaldt "Det vestlige slag ved Thermopylæ" på grund af, at bruges af terrænet var lig den manøvre, som perserne brugte til at besejre grækerne med. Der var dog en forskel med hensyn til tabene: Det amerikanske tab var moderate, mens de mexicanske var store, hvilket var omvendt i forhold til Termopylæ.
Trods flugten gav medlemmerne af Saint Patrick`s-bataljonen amerikanerne den største modstand. De havde mest at frygte ved at blive taget til fange, hvilket fik dem til at true med at skyde på mexicanere, som ville flygte eller overgive sig. Bataljonen var under artilleribeskydning fra amerikanerne, så det er nok begrænset, hvor mange mexicanere der blev skudt.

## Efter slaget
Scott fortstte til Puebla, 120 km fra Mexico City, hvor han gjorde holdt den 15. maj 1847.
Der var 4 kompagnichefer i Scotts ingeniørkorps, som har væsentlig historisk interesse. Kaptajnerne Robert E. Lee, George B. McClellan, Joseph E. Johnston og løjtnant P.G.T. Beauregard. De blev alle senere generaler i den amerikanske borgerkrig 1861-1865.